# Sveriges Radio
A Sveriges Radio (Rádio Sueca, mais conhecida pela sigla SR) é uma empresa sueca de utilidade pública, cujo papel é a produção e emissão da rádio pública do país. É financiada por um imposto de serviço público sobre a renda pessoal estabelecido pelo Riksdag.
Faz parte do sistema de radiodifusão pública sueca, juntamente com o Sveriges Television (televisão) e o Sveriges Utbildningsradio (serviço educacional). Atualmente, gere quatro emissoras nacionais e uma rede de 25 rádios locais, assim como outras emissoras online e em radio digital.

## Canais Nacionais
Atualmente a SR é constituída pelos seguintes canais:
| Logótipo | Estação           | Descrição | Fundação                     |
| -------- | ----------------- | --- | ---------------------------- |
|          | Sveriges Radio P1 | Rádio generalista e falada, com programação baseada em conteúdos generalistas, com forte incisão na informação, cultura e entretenimento, com notícias, debates, documentários, dramaturgia, programas sobre ciência, filosofia e assuntos internacionais. readings, documentaries, etc. Como rádio falada, praticamente não transmite música, excepto no Verão, no programa Sommar, em que cada edição é apresentada por uma personalidade sueca distinta. | 1925 (100 anos)              |
|          | Sveriges Radio P2 | Rádio cultural, com a sua programação baseada em música clássica, folk, jazz e música do mundo, programas culturais, educacionais e para as minorias linguísticas. | 1955 (70 anos)               |
|          | Sveriges Radio P3 | Rádio dedicada ao público jovem e às novas tendências da música, com a sua programação é baseada fortemente em música pop-rock, mas também em humor, entretenimento, jogos e música. É dirigida a um público com idades compreendidas entre os 14 e os 35 anos. | 1 de julho de 1964 (60 anos) |
|          | Sveriges Radio P4 | Rádio local e regional, é a rádio mais ouvida do país, com a sua programação baseada em música pop, entretenimento e desporto. É composta por 25 emissoras locais e regionais. | 1987 (38 anos)               |

## Local radio
Uma grande parte da programação do P4 é regional com 25 regiões, cada uma transmitindo os seus próprios programas locais durante a maior parte do dia.
- P4 Blekinge, para o Condado de Blekinge
- P4 Dalarna
- P4 Gotland
- P4 Gävleborg
- P4 Göteborg
- P4 Halland, para o Condado da Halândia
- P4 Jämtland
- P4 Jönköping
- P4 Kalmar, para o Condado de Kalmar
- P4 Kristianstad, para o antigo Condado de Kristianstad, agora para o norte e leste do Condado da Escânia
- P4 Kronoberg
- P4 Malmöhus, para o antigo Condado de Malmöhus, agora para o sudoeste Condado da Escânia
- P4 Norrbotten
- P4 Sjuhärad, for Sjuhärad, sudeste do Condado da Gotalândia Ocidental
- P4 Skaraborg, para o antigo Condado de Skaraborg, agora para o nordeste Condado da Gotalândia Ocidental
- P4 Stockholm
- P4 Sörmland
- P4 Uppland
- P4 Värmland
- P4 Väst, para o ocidente de Västergötland, Dalsland e norte de Bohuslän, noroeste Condado da Gotalândia Ocidental
- P4 Västerbotten
- P4 Västernorrland
- P4 Västmanland, para Västmanland
- P4 Örebro, para o Condado de Örebro
- P4 Östergötland, para o Condado de Östergötland